# Liste der denkmalgeschützten Objekte in Wimpassing an der Leitha
Die Liste der denkmalgeschützten Objekte in Wimpassing an der Leitha enthält die 7 denkmalgeschützten, unbeweglichen Objekte der Gemeinde Wimpassing an der Leitha.

## Denkmäler
| Foto |                 | Denkmal                                                                                  | Standort                                                                        | Beschreibung | Metadaten |
| ---- | --------------- | ---------------------------------------------------------------------------------------- | ------------------------------------------------------------------------------- | --- | --- |
| ja   | Datei hochladen | Wirtschaftsgebäude HERIS-ID: 62501 Objekt-ID: 75057                                      | Friedhofgasse 7 Standort KG: Wimpassing an der Leitha                           | | BDA-Hist.: Q38100082 Status: § 2a Stand der BDA-Liste: 2025-06-30 Name: Wirtschaftsgebäude GstNr.: 21                                                                                                 |
| ja   | Datei hochladen | Pest-/Dreifaltigkeitssäule, Immaculata mit Pestheiligen HERIS-ID: 30495 Objekt-ID: 27245 | vor Hauptstraße 8 Standort KG: Wimpassing an der Leitha                         | Ein hoher Sockel mit Steinfiguren an den Eckpodesten und auf einer Säule die Immaculata. | BDA-Hist.: Q37934724 Status: § 2a Stand der BDA-Liste: 2025-06-30 Name: Pest-/Dreifaltigkeitssäule, Immaculata mit Pestheiligen GstNr.: 84/2                                                          |
| ja   | Datei hochladen | Ehem. Minoritenkloster, Pflegeheim-Tagesheimstätte HERIS-ID: 30492 Objekt-ID: 27242      | Kirchengasse 17 Standort KG: Wimpassing an der Leitha                           | Ein dreiflügeliger Bau, der unter Verwendung älterer Bauteile um 1700 errichtet wurde. Der Nordflügel wurde 1970 um ein Geschoß erhöht.                                                                                 | BDA-Hist.: Q37934684 Status: § 2a Stand der BDA-Liste: 2025-06-30 Name: Ehem. Minoritenkloster, Pflegeheim-Tagesheimstätte GstNr.: 21, 24                                                             |
| ja   | Datei hochladen | Bruchsteinmauer/Wehrmauer HERIS-ID: 30494 Objekt-ID: 27244                               | bei Kirchengasse 17 Standort KG: Wimpassing an der Leitha                       | Die ehemalige Wehrmauer des Klosterareals hat fünf Rundbastionen, zum Teil vermauerte Schießscharten und mehrere Epitaphe.                                                                                              | BDA-Hist.: Q37934703 Status: § 2a Stand der BDA-Liste: 2025-06-30 Name: Bruchsteinmauer/Wehrmauer GstNr.: 19/1, 19/2, 22, 20, 21, 24                                                                  |
| ja   | Datei hochladen | Kath. Pfarrkirche, Zur Unbefleckten Empfängnis HERIS-ID: 30488 Objekt-ID: 27238          | Kirchengasse 17 Standort KG: Wimpassing an der Leitha                           | Die Kirche befindet sich auf einer Anhöhe. Im Zuge der Türkenkriege wurde der Vorgängerbau 1683 zerstört und Anfang des 18. Jahrhunderts im barocken Stil neu erbaut. Sie hat eine bemerkenswerte, barocke Einrichtung. | BDA-Hist.: Q23793562 Status: § 2a Stand der BDA-Liste: 2025-06-30 Name: Kath. Pfarrkirche, Zur Unbefleckten Empfängnis GstNr.: 19/2 Pfarrkirche zur Unbefleckten Empfängnis, Wimpassing an der Leitha |
| ja   | Datei hochladen | Gnadenstuhl HERIS-ID: 30496 Objekt-ID: 27246                                             | Ziegelofengasse 2a, bei Standort KG: Wimpassing an der Leitha                   | Auch als Dreifaltigkeitssäule bezeichnet. Ein Gnadenstuhl auf einem Pfeiler aus dem 17./18. Jahrhundert. | BDA-Hist.: Q37934742 Status: § 2a Stand der BDA-Liste: 2025-06-30 Name: Gnadenstuhl GstNr.: 63/3 |
| ja   | Datei hochladen | Bildstock, Kreuzpfeiler HERIS-ID: 30497 Objekt-ID: 27247                                 | Kirchengasse 17, südlich, am Ortsfriedhof Standort KG: Wimpassing an der Leitha | Friedhofskreuz. Der Pfeiler mit 1650 bezeichnet. Die Figur ist neuerem Datums. | BDA-Hist.: Q37934760 Status: § 2a Stand der BDA-Liste: 2025-06-30 Name: Bildstock, Kreuzpfeiler GstNr.: 17                                                                                            |